# Kościół Matki Boskiej Ostrobramskiej we Lwowie
Kościół Matki Boskiej Ostrobramskiej we Lwowie (obecnie cerkiew pw. Świętej Pokrowy (Opieki Matki Boskiej)) – jest położony przy ul. Łyczakowskiej 175 w dzielnicy Łyczaków.

## Historia
Kościół Matki Boskiej Ostrobramskiej został wzniesiony jako kościół wotywny ufundowany przez społeczeństwo Lwowa w podzięce Matce Boskiej za opiekę nad Lwowem w czasie walk o miasto w latach 1918 – 1920. Świątynię postanowiono zlokalizować na Górnym Łyczakowie, w miejscu, gdzie eksplodował pierwszy pocisk wystrzelony przez Armię Czerwoną w stronę Lwowa. Inicjatorem wzniesienia świątyni był ks. arcybiskup dr Bolesław Twardowski. Jego zabiegi w tym względzie poparł ówczesny prezydent Lwowa Józef Neuman oraz rada miejska, która ofiarowała pod budowę kościoła grunt przy ul. Łyczakowskiej oraz przeznaczyła na cele budowy subwencję w kwocie 250.000 zł. Arcybiskup Twardowski powołał do życia Komitet budowy kościoła, którego kierownictwo objął prof. Politechniki Lwowskiej Otto Nadolski – jako komisarz rządowy m. Lwowa podpisał on akt darowizny gruntu na rzecz kościoła.
5 sierpnia 1931 roku rozpoczęto wykopy pod fundamenty, a 7 października tego samego roku, w dniu Matki Boskiej Różańcowej, arcybiskup Twardowski dokonał poświęcenia kamienia węgielnego.
Kościół zaprojektował Tadeusz Obmiński. Po jego śmierci w 1932 roku kierownictwo architektoniczne objął inż. Wawrzyniec Dajczak, kierownikiem budowy natomiast został inż. Stefan Neuhoff.
7 października 1934 roku arcybiskup Twardowski konsekrował kościół. Opiekę nad kościołem powierzono księżom salezjanom.
Po drugiej wojnie światowej kościół został zamknięty i zamieniony na magazyn książek.
W 1992 roku nieczynna świątynia została przekazana Kościołowi greckokatolickiemu i otrzymała nowe wezwanie Покрови Пресвятої Богородиці (Opieki Matki Bożej).

## Architektura
Kościół został wzniesiony na stoku tarasowego wzgórza w formie starochrześcijańskiej bazyliki z wolno stojącą z lewej strony dzwonnicą o wysokości 60 m ponad posadzkę kościoła, zbudowaną na planie kwadratu, zwieńczoną u szczytu delikatną gloriettą. Wieża wybudowana została ze zbrojonego betonu i żelaza. W 1936 roku zakupiono dzwony  w firmie Odlewnia dzwonów Karol Schwabe. Największy o wadze 3100kg otrzymał nazwę „Bolesław”  na cześć  arcybiskupa Bolesława Twardowskiego. Na dzwonie umieszczono napis: „J. Eksc. Ks. Arcybiskupowi Metropolicie lwowskiemu, Dr. Bolesławowi Twardowskiemu, Asystentowi Tronu Papieskiego i hrabiemu rzymskiemu z okazji złotych godów kapłańskich jako Fundatorowi Kościoła Matki Boskiej Ostrobramskiej na górnym Łyczakowie ofiaruje duchowieństwo i wierni archidiecezji". Drugi dzwon o wadze 1900kg, napisem „Matki Boskiej Nieustającej Pomocy”. 19 września 1936 roku dzwony uroczyście konsekrował biskup Franciszek Lisowski.
Na taras przed świątynią prowadzą z niżej położonego placu podwójne, dwuramienne schody, wykonane z kamienia i okolone kamienną balustradą. Front tarasu pomiędzy schodami wieńczy również balustrada, zbudowana z gładko ociosanych bloków kamiennych, podobnie jak i właściwy cokół kościoła. Kamień, jakiego użyto do budowy, pochodził z okolic Tarnopola i pobliskich Borek Wielkich. We frontonie głównego portalu świątyni, w jego części środkowej, na wysokości drugiej kondygnacji, wbudowana została otwarta kaplica, obramowana kamiennymi kolumnami. W kaplicy umieszczono obraz Matki Boskiej Ostrobramskiej, wykonany przez T. J. Pieczonkę z Krakowa.
W 1938, podczas obchodów obrony Lwowa z 1918, na obrazie Matki Boskiej Ostrobramskiej umieszczono trzy ryngrafy (zaprojektowane przez Rudolfa Mękickiego, a wykonane w srebrze, częściowo złocone przez Kazimierza Wojtycha):
- pierwszy ryngraf z obrazem Matki Boskiej Ostrobramskiej złożył 39 Pułk Piechoty Strzelców Lwowskich, powstały z Orląt lwowskich „Opiekunce grodu dla wiecznej zwycięstwa pamiątki”,
- drugi ryngraf z obrazem Matki Boskiej Ostrobramskiej złożył 38 Pułk Piechoty Strzelców Lwowskich, utworzony z pierwszych obrońców Lwowa „Opiekunce naszej w 20-lecie złączenia Lwowa z Macierzą”,
- trzeci ryngraf z obrazem Matki Boskiej Ostrobramskiej złożyły „Królowej Męczenników w 20-lecie obrony Lwowa rodziny Poległych-Zmarłych Bohaterów z walk w latach 1918-1920”[2].

Kościół wybudowany został jako jednonawowy. Jego wnętrze stanowi nawa główna o długości 45 m, wysokości ponad 20 m i szerokości 13 m. Po jej obu stronach występują nieznaczne filary ku środkowi kościoła i wytwarzają wnęki, w głębi których stały ołtarze boczne i konfesjonały. Nad wnękami umieszczono smukłe, żelazne okna, wypełnione szkłem o pastelowych kolorach.
Nawa pokryta jest płaskim plafonem z prostokątnymi belkami. Łuk  tęczowy oddziela nawę główną od prezbiterium we formie konchy. Po lewej stronie prezbiterium położona jest zakrystia a po przeciwległej kaplica boczna Serca Jezusowego.
Ołtarz główny przed wojną miał charakter prowizoryczny i poświęcony był Matce Boskiej Ostrobramskiej.
Po lewej stronie prezbiterium tuż obok wejścia do zakrystii umieszczoną została pamiątkowa tablica ku czci inicjatora i fundatora świątyni, arcybiskupa Twardowskiego, według projektu inż. arch. Wawrzyńca Dajczaka, w wykonaniu firmy Tyrowicza.
Kościół Matki Boskiej Ostrobramskiej może pomieścić w swym wnętrzu do 2200 osób. Pod względem objętości należy do największych kościołów lwowskich.